# 473
473（四百七十三、四七三、よんひゃくななじゅうさん）は自然数、また整数において、472の次で474の前の数である。

## 性質
- 473は合成数であり、約数は 1, 11, 43, 473 である。
  - 約数の和は528。
- 146番目の半素数である。1つ前は471、次は478。
- 5つの連続する素数の和で表せる23番目の数である。１つ前は449、次は497。
473 = 83 + 89 + 97 + 101 + 103
- 473 = 32 + 82 + 202 = 42 + 42 + 212 = 72 + 102 + 182 = 92 + 142 + 142
  - 3つの平方数の和4通りで表せる47番目の数である。1つ前は469、次は477。(オンライン整数列大辞典の数列 A025324)
  - 473 = 32 + 82 + 202 = 72 + 102 + 182
    - 異なる3つの平方数の和2通りで表せる92番目の数である。1つ前は468、次は475。(オンライン整数列大辞典の数列 A025340)
- 3桁以上の数で最大桁と最小桁で作る数で元の数を割り切れる53番目の数である。1つ前は462、次は480。(オンライン整数列大辞典の数列 A108343)
例．473 ÷ 43 = 11
  - 47…73 の形の数はすべて43の倍数である。(例．47…73 = 11…11 × 43)

## その他 473 に関連すること
- 満足 K.473は、ドイツの楽曲。
- 国鉄473系電車
- こうづ (JDS Kouzu, MST-473) は、海上自衛隊の掃海艇。